# 치바 에리이
치바 에리이(일본어: 千葉恵里 지바 에리[*], 2003년 10월 27일 ~ )는 일본의 아이돌이다. AKB48의 멤버이다.

## 출연 작품

### 텔레비전 프로그램
- PRODUCE 48 (2018) - 참가자
- 유학소녀 (2019) - 고정 출연자